# آيكو ميامرا
آيكو ميامرا (باليابانية: 宮村愛子؛ بالكانا: みやむら あいこ) هي لاعبة كرة الريشة يابانية، ولدت في 11 أغسطس 1971.

## وصلات خارجية
- آيكو ميامرا على موقع BWF.tournamentsoftware.com (الإنجليزية)
- آيكو ميامرا على موقع BWFbadminton.com (الإنجليزية)
- آيكو ميامرا على موقع أوليمبيديا (الإنجليزية)